# Kreischa
Kreischa es un municipio situado en el distrito de Suiza Sajona-Montes Metálicos Orientales, en el estado federado de Sajonia (Alemania), a una altitud de 257 metros. Su población a finales de 2016 era de unos 4500 habs. y su densidad poblacional, 160 hab/km².